# Lucanus bruanti
Lucanus bruanti là một loài bọ cánh cứng trong họ Lucanidae. Loài này được Lacroix & Bomans mô tả khoa học năm 1973.